# Ferrovia Belgrado-Niš
La ferrovia Belgrado-Niš (Пруга Београд—Ниш in serbo), ufficialmente denominata Linea 102, è una linea ferroviaria serba che unisce la capitale serba Belgrado con la città di Niš.
La ferrovia, interamente elettrificata e a binario singolo, forma parte del corridoio paneuropeo X che unisce Salisburgo a Salonicco.

## Percorso
| Unknown route-map component "exKBHFa" |

| Unknown route-map component "exdCONTgq" | Unknown route-map component "exABZgr+r" | Unknown route-map component "+d" |

| Unknown route-map component "dCONTgq" | Unknown route-map component "xKRZu" | Unknown route-map component "tSTR+ra" | Unknown route-map component "d" |

| Unknown route-map component "exdCONTgq" | Unknown route-map component "exABZg+r" | Unknown route-map component "tSTRe@f" | Unknown route-map component "d" |

| Unknown route-map component "exSTR" | Station on track |

| Unknown route-map component "exSTR" | Unknown route-map component "tSTRa" |

| Unknown route-map component "d" | Unknown route-map component "exSTR" | Unknown route-map component "tABZgl+l" | Unknown route-map component "tdCONTfq" |

| Unknown route-map component "exSTR" | Unknown route-map component "tDST" |

| Unknown route-map component "exBHF" | Unknown route-map component "tSTR" |

| Unknown route-map component "KDSTxa" | Unknown route-map component "tSTRe" |

| Unknown route-map component "bSHI2+lr" |

| Small non-passenger station on track |

| (4,416) |
| 6,795   |

| Station on track |

| Transverse track + Unknown route-map component "STR+r~L" + Unknown route-map component "lCONTg@Gq" | Unknown route-map component "ABZgr" + Unknown route-map component "STR+r~R" |  |

| Unknown route-map component "bSHI2lr" + Straight track |

| Stop on track | Straight track |

| Unknown route-map component "KRWl+lo" | Unknown route-map component "KRWro+r" |

| Enter and exit tunnel | Stop on track |

| Unknown route-map component "dCONTgq" | Unknown route-map component "ABZql+r" | Unknown route-map component "KRZu" | Unknown route-map component "dCONTfq" |

| Unknown route-map component "SKRZ-Au" | Unknown route-map component "SKRZ-Au" |

| Unknown route-map component "bSHI2+lr" |

| Station on track |

| Unknown route-map component "CONTgq" | Unknown route-map component "ABZgr" |  |

| Non-passenger station/depot on track |

| Station on track |

| Station on track |

| Station on track |

| Enter and exit tunnel |

| Station on track |

| Enter and exit short tunnel |

| Station on track |

| Stop on track |

| Station on track |

| Unknown route-map component "exCONTgq" | Unknown route-map component "eABZgr" |  |

| Station on track |

| Stop on track |

| Station on track |

| Stop on track |

| Station on track |

| Station on track |

| Station on track |

|  | Unknown route-map component "ABZg+l" | Unknown route-map component "CONTfq" |

| Station on track |

| Stop on track |

| Stop on track |

| Station on track |

|  | Unknown route-map component "ABZgl" | Unknown route-map component "CONTfq" |

| Station on track |

| Station on track |

| Station on track |

| Unknown route-map component "CONTgq" | Unknown route-map component "ABZgr" |  |

| Stop on track |

| Stop on track |

| Station on track |

| Stop on track |

| Stop on track |

| Unknown route-map component "bWBRÜCKE1" |

| Station on track |

| Stop on track |

| Unknown route-map component "exKRW+l" | Unknown route-map component "eKRWgr" |  |

| Unknown route-map component "exSTRl" | Unknown route-map component "eKRZl" | Unknown route-map component "STR+r" |

|  | Straight track | Station on track |

|  | Unknown route-map component "STR+c2" | Unknown route-map component "xABZg3" |

|  | Unknown route-map component "ABZg+1" | Unknown route-map component "STRc4" + Unknown route-map component "exCONTl+g" |

|  | Unknown route-map component "eABZgl+l" | Unknown route-map component "exCONTfq" |

| Station on track |

| Stop on track |

| Stop on track |

| Station on track |

| Stop on track |

| Station on track |

| Unknown route-map component "CONTgq" | Unknown route-map component "ABZgr" |  |

| Non-passenger station/depot on track |

| Station on track |

| Stop on track |

| Unknown route-map component "bWBRÜCKE1" |

| Station on track |

| Station on track |

| Stop on track |

| Stop on track |

| Stop on track |

| Station on track |

| Stop on track |

| Station on track |

| Station on track |

| Stop on track |

| Stop on track |

| Stop on track |

| Station on track |

| Stop on track |

| Unknown route-map component "bWBRÜCKE1" |

| Stop on track |

| Stop on track |

| Station on track |

| Unknown route-map component "SKRZ-Au" |

| Unknown route-map component "bvvWSLg+lr" |

| Unknown route-map component "d" | Non-passenger station/depot on track | Unknown route-map component "ABZg+l" | Unknown route-map component "dCONTfq" |

| Straight track | Station on track |

| Unknown route-map component "hKRZWae" | Unknown route-map component "hKRZWae" |

| Unknown route-map component "dCONTgq" | Junction both to and from right | Straight track | Unknown route-map component "d" |

| Station on track | Straight track |

| Unknown route-map component "bvvWSLglr" |

| Continuation forward |